# Hamoun-e Puzak
L'Hamoun-e Puzak est un lac d'eau douce du sud-est de l'Afghanistan et du sud-est de l'Iran, qui fait partie de la chaîne de lacs du Sistan appelés Hamouns. Il est situé à cheval sur la frontière irano-afghane, dans les provinces afghane de Nimrôz et iranienne de Sistan-o-Balouchestan.

## Description
L'Hamoun-e Puzak est un lac peu profond d'à peu près 500 kilomètres carrés de surface moyenne dont plus de 400 en territoire afghan. Il est situé dans la cuvette du Sistan, région la plus déclive du plateau irano-afghan, à 100 kilomètres au sud-sud-ouest de la ville afghane de Farâh. Le lac a toujours été sujet à d'importantes fluctuations de taille suivant les variations des précipitations de pluie et de neige dans son bassin. Cependant, au sein de la chaîne des lacs appelés hamouns du Sistan, il est le premier à être alimenté lors des périodes de crue. De ce fait il ne s'assèche jamais complètement, même durant les sècheresses les plus sévères. 
Sa taille varie largement d'après les saisons et d'année en année, d'après la quantité de précipitations écoulées dans les bassins de ses tributaires. 
La portion iranienne du lac a été désignée comme faisant partie de la convention de Ramsar en 1975, mais reste non protégée.

## L' Hamoun-e Puzak en chiffres
- Superficie maximale : 1 514,4 kilomètres carrés, dont 61 en Iran (Par superficie on entend la plus vaste surface couverte d'eau observée historiquement par image satellite, et non pas superficie moyenne, laquelle est de plus ou moins 500 km²)
- Volume maximal : 4 482,3 millions de mètres cubes
- Profondeur moyenne : 3 mètres[2].

## Alimentation
Le lac est avant tout alimenté par les pluies d'hiver et la fonte des neiges des massifs montagneux afghans au printemps. L'eau lui parvient par les rivières Khach et Helmand qui prennent naissance dans les massifs de l'Hindou Kouch, du Koh-i Baba, du Koh-i Paghman et du Siyah Band, dans les hautes terres centrales de l'Afghanistan, situées au nord-est du lac.
L'apport le plus important, celui de l'Helmand, pénètre dans le lac dans sa partie sud par le bras appelé Parian. 
Ses tributaires sont presque à sec en été, mais en fin d'hiver et au début du printemps, ils roulent de grandes quantités d'eau issues de la fonte des neiges tombées sur les hautes montagnes du massif de l'Hindou Kouch (parfois 2 000 mètres cubes par seconde pour l'Helmand), ce qui provoque l'élévation rapide des eaux du lac. 
La plupart des hamouns se desséchèrent totalement durant l'été 1971, à la suite de plusieurs années de sècheresse exceptionnelle, et durant cette période, toutes les zones humides du côté iranien de la frontière se trouvèrent tout à fait desséchées. Une autre série d'années sèches eut lieu dans la seconde moitié des années 1980, et les zones humides iraniennes se retrouvèrent à nouveau totalement à sec, cependant, les images satellites montrèrent que la portion afghane de l'Hamoun-i Puzak restait sous eau avec de vastes champs de roseaux. 
Au début des années 1990 au contraire, à la suite d'une série d'années très humides, les Hamouns étaient totalement remplis et les zones humides en excellent état.

## Faune
Le lac est extrêmement important pour le passage et l'hivernage de la faune aviaire aquatique migratrice, et également, durant les années de haut niveau de l'eau, pour la nidification et la reproduction d'une série d'espèces d'oiseaux

### Les oiseaux aquatiques

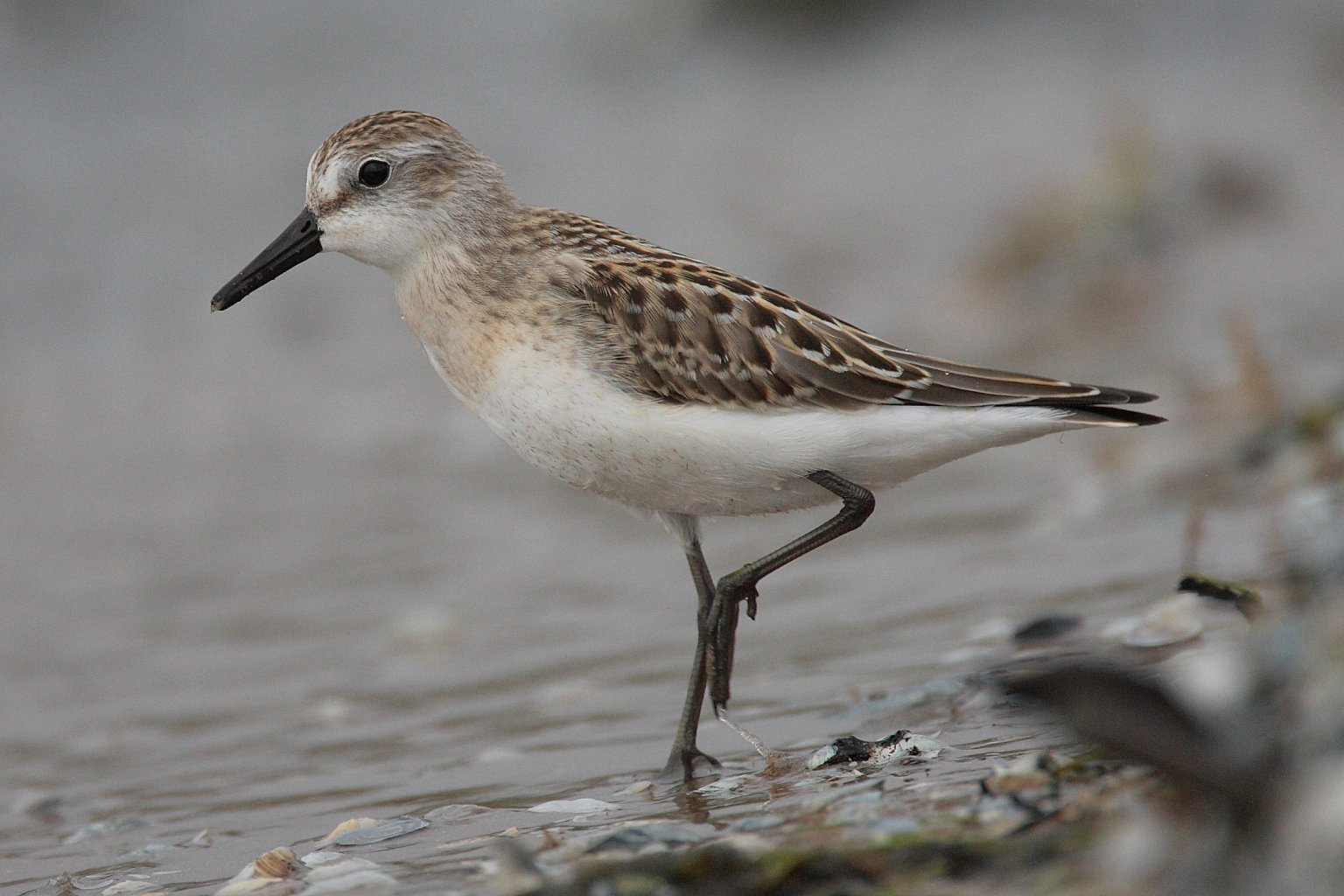
Le bécasseau semipalmé, un limicole.

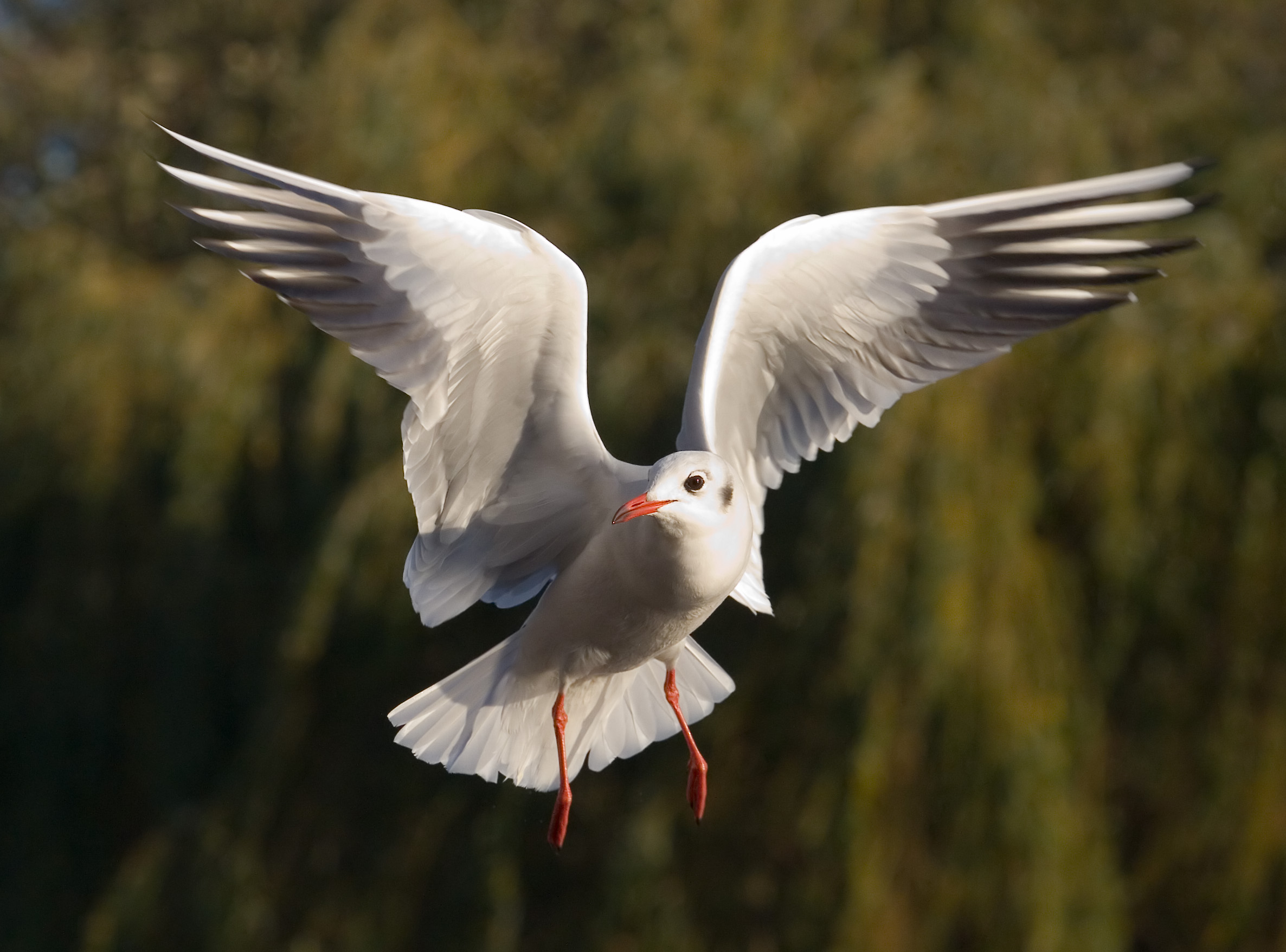
Mouette rieuse

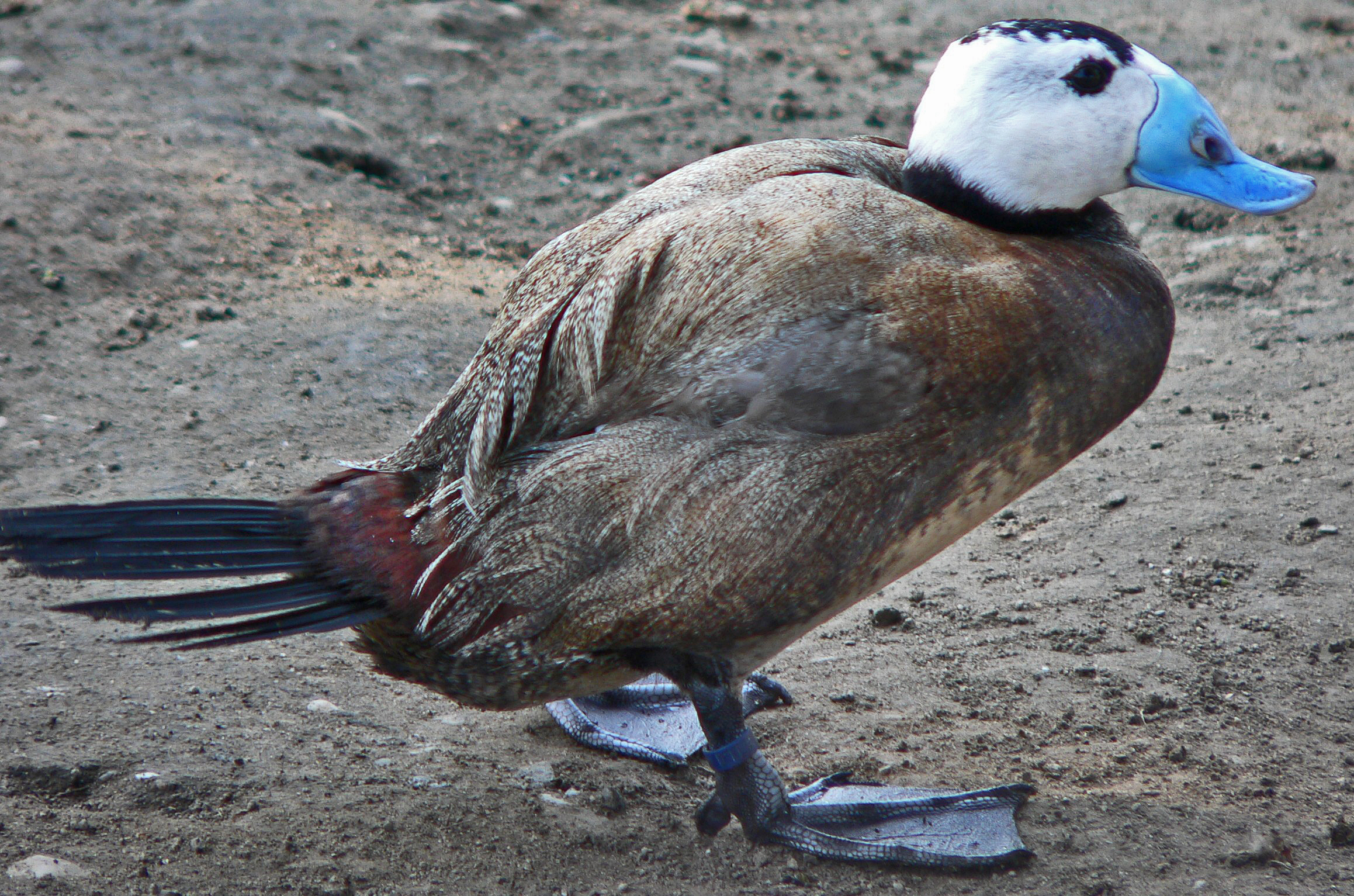
L'érismature à tête blanche est une espèce gravement menacée par la régression des zones humides

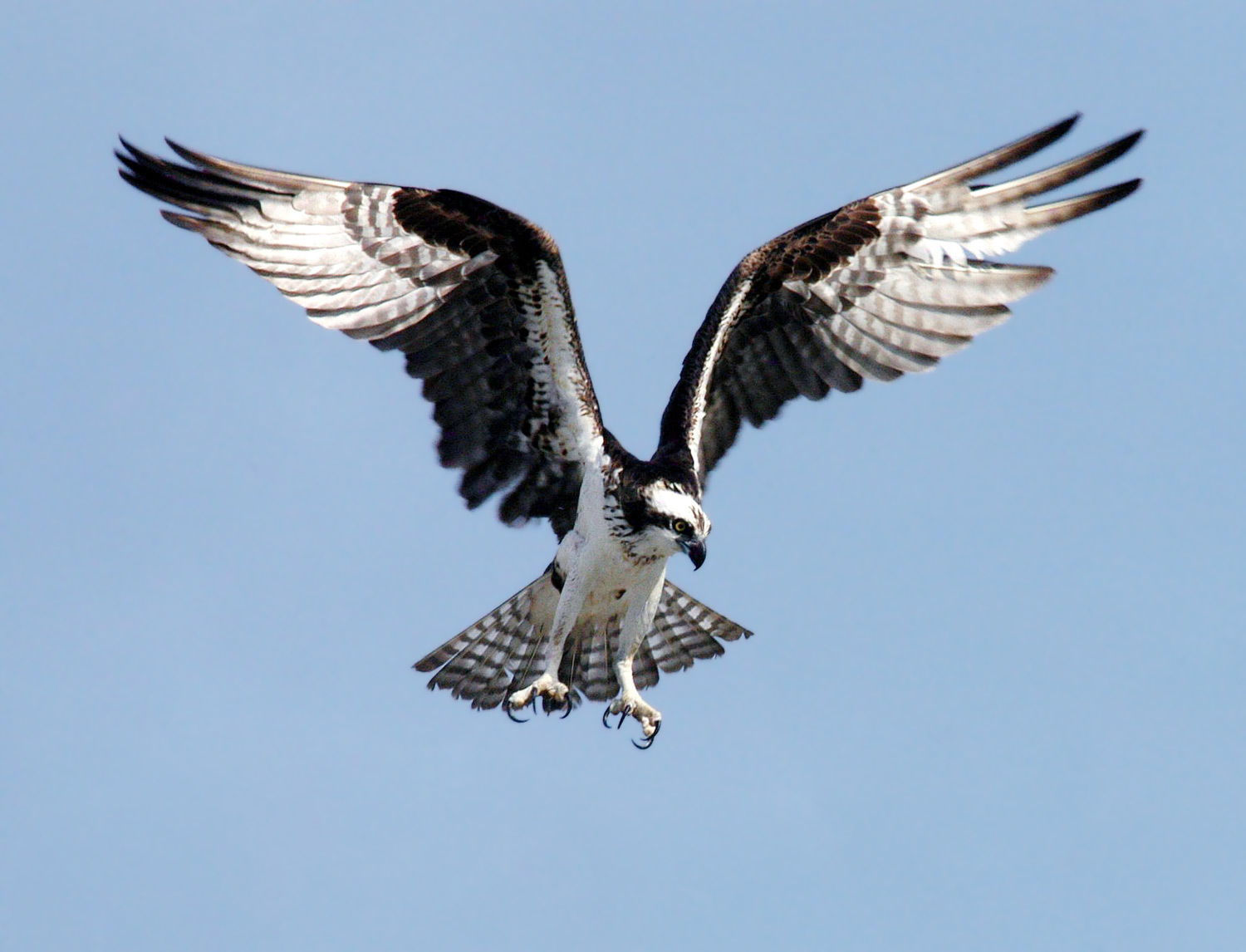
Balbuzard pêcheur

Quelque 369 000 oiseaux aquatiques furent recensés lors d'une surveillance aérienne de la portion afghane de l'Hamoun-e Puzak en janvier 1976. Après cette date, on n'a plus guère effectué ce genre de relevés, à la suite des guerres qui n'ont cessé de ravager le pays. Voici leur répartition :
- Pélicans : 250 pélicans blancs et 350 Pélicans frisés

- Cormorans : 1 400 grands cormorans

- Aigrettes et hérons : environ 1 800 grandes aigrettes, plus de 400 hérons cendrés, et 12 hérons pourprés

- Oies et cygnes : on a relevé plus de 3 000 oies cendrées, quelques rares cygnes chanteurs (5), et un solide groupe de 470 tadornes de Belon

- Les canards du genre Anas sont nombreux et d'espèces variées : plus de 10 000 canards siffleurs, et autant de canards chipeau, plusieurs dizaines de milliers de sarcelles d'hiver et de canards colvert, plus de 15 000 canards pilet et 10 000 canards souchet. Au total près de 100 000 individus de ces différentes espèces.

- 2 500 nettes rousses,

- Canards plongeurs fuligules : pas moins de 50 000 fuligules milouin, 2 500 fuligules morillon, et une centaine de fuligules nyroca

- Les harles sont rares : une quarantaine d'harles piette

- Les 10 érismatures à tête blanche et 5 grues cendrées sont très rares, mais présents.

- Les foulques macroule sont très abondants (on en compte environ 175 000). On recense moins de 200 vanneaux huppés, quelque 500 barges à queue noire, et 1400 petits limicoles.

- Goélands et mouettes (genre Larus) : une centaine de goélands ichthyaète, plus ou moins 600 mouettes rieuses et goélands railleur, 100 goélands leucophées

- Enfin pas plus de 75 guifettes moustac

Un comptage antérieur effectué au sol en février 1971 dans une partie de la zone humide, faisait état de 87 flamants roses (Koning & Dijksen, 1971).
Oiseaux de proie hivernants : le balbuzard pêcheur, le pygargue à queue blanche (maximum 11), le busard des roseaux (maximum 150), le busard Saint-Martin, le busard pâle, le vautour moine, l'aigle criard et l'aigle impérial (maximum 7).
Aucun recensement n'a jusqu'ici été entrepris durant les saisons de migration, mais il est certain que l'Hamoun-e Puzak est utilisé comme relais par un grand nombre d'oiseaux migrateurs, spécialement au printemps lorsque le niveau des eaux est au plus haut.

## Situation écologique
Les eaux apportées tant par le Khach que par l'Helmand sont douces et d'assez bonne qualité. Cela est dû à la très modeste industrialisation de leur bassin et au faible emploi de pesticides et autres engrais chimiques sur les terres irriguées en amont.
L'Hamoun-e Puzak est surtout menacé par les digues et projets d'irrigation des cours d'eau qui l'alimentent, essentiellement dans le bassin de l'Helmand. 
À la suite de la construction du barrage de Kajakai sur l'Helmand dans les années 1970, et du détournement subséquent de grandes quantités d'eau pour étendre les surfaces irriguées, le débit amené par la rivière est devenu moins abondant.
Les développements récents du côté iranien pourraient affecter gravement les terres humides de l'Hamoun-e Puzak. Des projets incluent la construction de plusieurs grands canaux d'irrigation 
prenant l'eau directement dans l'Helmand, ainsi que la construction d'un grand réservoir dans le désert à l'est de Zabol (le Chah-Nimeh), alimenté par un canal puisant directement dans la branche Parian de l'Helmand.
Des parties de zone humide ont été endommagées par la coupe abusive de roseaux, par des brûlis, par la coupe de bois et la surpâture. De larges portions de champs de roseaux sont régulièrement brûlées pour agrandir les pâturages destinées au bétail.
La vie sauvage est également largement perturbée et agressée par la pêche et la chasse.
Dans les années 1970, le massacre d'oiseaux au moyen d'armes à feu ou de filets était largement répandu. Les spécialistes pensent cependant que si les oiseaux pouvaient être chassés uniquement pour les besoins de consommation de la population locale, la chasse pourrait être soutenable.